# Ángel Garrido Herrero
Ángel Rufino Garrido Herrero (Condemios de Arriba, 1 de octubre de 1927 - Madrid, 14 de marzo de 2016) fue un sacerdote, profesor y lingüista español.

## Primeros años e ingreso en el seminario de Madrid
Nacido en Condemios de Arriba, Guadalajara, siendo niño ingresa en el seminario de Madrid, donde es consagrado sacerdote el 19 de mayo de 1951. Dos años después, el entonces cardenal patriarca de Madrid, Leopoldo Eijo y Garay, le hace llamar para entrar a formar parte de un grupo de sacerdotes dedicados al estudio de las lenguas del Próximo Oriente. Entre 1961 y 1964 se licenció como filólogo clásico y árabe.

## Labor docente
A partir de 1963, se le encomiendan labores docentes en el madrileño Centro de Estudios Teológicos San Dámaso, germen de la actual Universidad Eclesiástica San Dámaso, enseñando hebreo y lenguas clásicas. Además, fue profesor de lenguas semíticas (acadio, hebreo, árabe, arameo, copto y ge'ez o etiópico clásico) en la Universidad Complutense de Madrid y el Instituto Diocesano de Filología Clásica y Oriental San Justino.

## Reconocimientos
El 2 de agosto de 1997 fue nombrado prelado de honor por el papa Juan Pablo II. También fue profesor emérito de la Universidad Eclesiástica San Dámaso.

## Obras
Entre 1974 y 1977 colaboró como consejero asesor de la revista cristiana Cuadernos de Evangelio, redactando numerosos artículos en ella. Publicó dos libros, centrados en la espiritualidad cristiana:
- El misterio. Conversaciones en voz baja (1978).
- Luz en la sombra (2014).